# Drosophila magnaquinaria
Drosophila magnaquinaria är en tvåvingeart som beskrevs av Wheeler 1954. Drosophila magnaquinaria ingår i släktet Drosophila och familjen daggflugor.
Artens utbredningsområde täcker ett område i nordvästra Nordamerika från British Columbia till Oregon.